# Zakspeed 871
Zakspeed 871 – samochód Formuły 1, zaprojektowany przez Chrisa Murphy'ego dla zespołu Zakspeed na sezon 1987. Jednostką napędową był turbodoładowany silnik konstrukcji Zakspeed o pojemności 1,5 litra. Kierowcami byli Martin Brundle, który przyszedł z Tyrrella po trzech latach jazdy w brytyjskim zespole, oraz Christian Danner, były mistrz Formuły 3000.
Samochód zadebiutował w Grand Prix San Marino w rękach Brundle'a. Brundle do wyścigu zakwalifikował się na 15 pozycji, a ukończył go na piątej, za co zdobył dwa punkty. Były to jedyne punkty Zakspeeda w Formule 1.
Na sezon 1988 Zakspeed 871 został zastąpiony Zakspeedem 881, ostatnim samochodem Zakspeeda w Formule 1 napędzanym przez silniki tej firmy.

## Wyniki w Formule 1
| Legenda oznaczeń w tabelach wyników Wyświetl szablon na nowej stronie | Legenda oznaczeń w tabelach wyników Wyświetl szablon na nowej stronie                                                                     |
| Oznaczenie                                                            | Wyjaśnienie |
| --------------------------------------------------------------------- | --- |
| Złoty                                                                 | Zwycięzca lub mistrzostwo |
| Srebrny                                                               | 2. miejsce lub wicemistrzostwo |
| Brązowy                                                               | 3. miejsce lub II wicemistrzostwo |
| Zielony                                                               | Ukończył, punktował (w klasyfikacji generalnej, gdy zdobył co najmniej jeden punkt na przestrzeni sezonu, poza trzema powyższymi opcjami) |
| Niebieski                                                             | Ukończył, nie punktował (w klasyfikacji generalnej, gdy nie zdobył co najmniej jednego punktu na przestrzeni sezonu)                      |
| Czerwony                                                              | Nie zakwalifikował się (NZ) |
| Czerwony                                                              | Nie prekwalifikował się (NPK) |
| Różowy                                                                | Nie ukończył (NU) |
| Różowy                                                                | Niesklasyfikowany (NS) (w klasyfikacji generalnej, gdy nie został sklasyfikowany w żadnym wyścigu sezonu)                                 |
| Czarny                                                                | Zdyskwalifikowany (DK) |
| Czarny                                                                | Wykluczony (WYK/EX) |
| Biały                                                                 | Nie wystartował (NW) |
| Biały                                                                 | Kontuzjowany (K/INJ) |
| Biały                                                                 | Wyścig odwołany (OD/C) |
| Bez koloru                                                            | Został wycofany (WYC/WD) |
| Bez koloru                                                            | Nie przybył (NP/DNA) |
| Bez koloru                                                            | Nie brał udziału w treningach (NT/DNP) |
| Bez koloru                                                            | Nie został zgłoszony (–) |
| Pogrubienie                                                           | Start z pole position |
| Kursywa                                                               | Najszybsze okrążenie wyścigu |
| †                                                                     | Nie ukończył, ale jego rezultat został zaliczony ze względu na przejechanie więcej niż 90% dystansu wyścigu.                              |
| *                                                                     | Sezon w trakcie |
| 1/2/3                                                                 | Punktowana pozycja w sprincie kwalifikacyjnym                                                                                             |
| Lista systemów punktacji Formuły 1                                    | |

| Sezon | Zespół               | Silnik           | Opony | Kierowcy         | 1   | 2   | 3   | 4   | 5   | 6   | 7   | 8   | 9   | 10  | 11  | 12  | 13  | 14  | 15  | 16  | Pkt. | Msc. |
| ----- | -------------------- | ---------------- | ----- | ---------------- | --- | --- | --- | --- | --- | --- | --- | --- | --- | --- | --- | --- | --- | --- | --- | --- | ---- | ---- |
| 1987  | West Zakspeed Racing | Zakspeed 1.5 R4T | G     |                  | BRA | SMR | BEL | MCO | DET | FRA | GBR | DEU | HUN | AUT | ITA | PRT | ESP | MEX | JPN | AUS | 2    | 10   |
| 1987  | West Zakspeed Racing | Zakspeed 1.5 R4T | G     | Martin Brundle   |     | 5   | NU  | 7   | NU  | NU  | NS  | NS  | NU  | DK  | NU  | NU  | 11  | NU  | NU  | NU  | 2    | 10   |
| 1987  | West Zakspeed Racing | Zakspeed 1.5 R4T | G     | Christian Danner |     |     | NU  | WYK | 8   | NU  | NU  | NU  | NU  | 9   | 9   | NU  | NU  | NU  | NU  | 7   | 2    | 10   |